# Zwartkopmeeuw
De zwartkopmeeuw (Ichthyaetus melanocephalus synoniem: Larus melanocephalus) is een vogel uit de familie van de meeuwen (Laridae). Tot voor kort werd de soort bij het geslacht Larus ingedeeld, maar aan de hand van onderzoek aan mitochondriaal DNA is gebleken dat dit niet correct is.

## Wetenschappelijke naam
De naam van de soort werd in 1820 voor het eerst gepubliceerd als Larus melanocephalus door Coenraad Jacob Temminck. Het epitheton melanocephalus is afgeleid van Oudgrieks μέλας, melas, zwart en κεφαλή, kephalē, hoofd of kop.

## Kenmerken
De vogel is 37 tot 40 cm lang en heeft een spanwijdte van 94 tot 102 cm. Deze meeuw lijkt oppervlakkig op de kokmeeuw, waarmee hij vaak samen te zien is, maar de kopkap is pikzwart en loopt verder door in de nek, de handpennen zijn geheel doorschijnend wit en de snavel is rood. Ook de dwergmeeuw heeft in de broedtijd een zwarte kop, maar deze meeuw is kleiner dan de zwartkopmeeuw en heeft donkere ondervleugels.

## Leefwijze
Het voedsel bestaat uit visjes, wormen, insecten, schelp- en schaaldiertjes.

## Voortplanting
Het legsel bestaat uit licht geelbruine eieren met donkere vlekjes.

## Voorkomen en leefgebied
De zwartkopmeeuw broedt vooral aan de kusten van de Zwarte Zee in Oekraïne en verder westwaarts in West-Europa, maar daar heeft deze meeuw een sterk verbrokkeld verspreidingsgebied. Hij is veel zeldzamer dan de kokmeeuw, waarmee vaak in dezelfde kolonies wordt gebroed.

### Voorkomen in de Lage Landen
Deze vogel broedt pas sinds de 20e eeuw in Nederland. Aanvankelijk was het een zeldzame en onregelmatige broedvogel, maar sinds 1980 is het aantal sterk gestegen tot meer dan 3200 broedparen in 2020. Ze broeden vooral op de Zeeuwse en Zuid-Hollandse eilanden en meer recentelijk ook op de Hoeckelingsdam bij Durgerdam en op het eilandje De Kreupel in het IJsselmeer.
Ook in België regelmatige broedvogel met > 1000 broedparen in het Antwerpse Havengebied. In de winter vooral overwinterend in het Middellandse Zeegebied.

## Status
De grootte van de populatie is in 2015 geschat op 236-656 duizend volwassen vogels. Op de Rode lijst van de IUCN heeft deze soort de status niet bedreigd.

## Galerij
- Filmpje met adulte zwartkopmeeuw